# Edmond Membrée
Edmond Membrée, né à Valenciennes le 14 novembre 1820 et mort à Domont le 10 septembre 1882, est un compositeur français.

## Biographie
Edmond Membrée fait ses premiers pas musicaux à Valenciennes, sa ville natale, puis entre en 1833 au Conservatoire de Paris où il étudie le piano avec Zimmerman et Alkan, l'harmonie avec Dourlen, et la composition avec Carafa. Il y obtient un premier prix de solfège en 1836.
Il compose essentiellement des œuvres vocales, dont la ballade Page, écuyer, capitaine, qui est un très grand succès populaire de l'époque, ou la cantate dramatique Polyphème et Galathée, créée par Berlioz le 28 janvier 1851 à la tête de sa Grande Société philharmonique de Paris. Dans cette veine, il écrit de nombreuses romances et mélodies (dont certaines sur des paroles de Paul Déroulède), des ballades, mais également de grands ouvrages pour la scène, comme les opéras François Villon (1857) et L’Esclave (1874), représentés à l'Opéra de Paris.
Il est lauréat du prix Chartier de l'Institut en 1873 pour ses Trios de genre pour violon, violoncelle et piano, et est fait chevalier de la Légion d'honneur en 1875.
Son portrait fut peint par Eugène Giraud vers 1870.

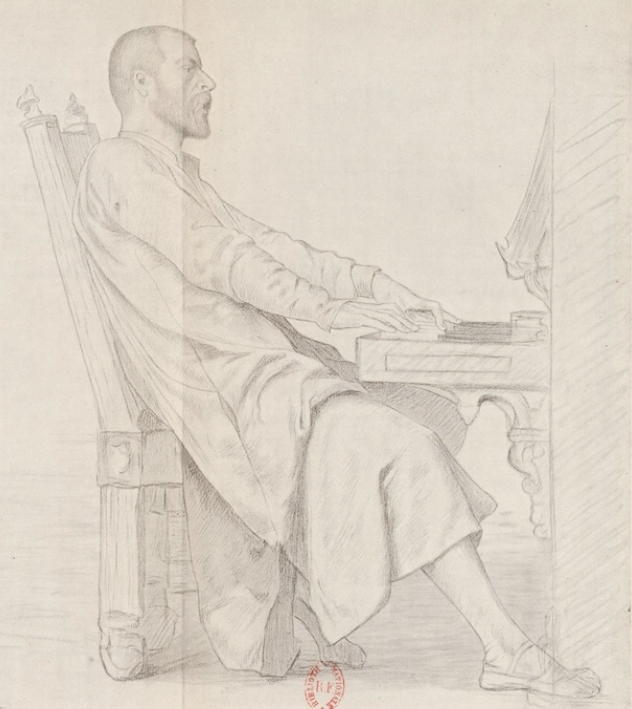
Portrait par Gustave Boulanger, c 1849-50.
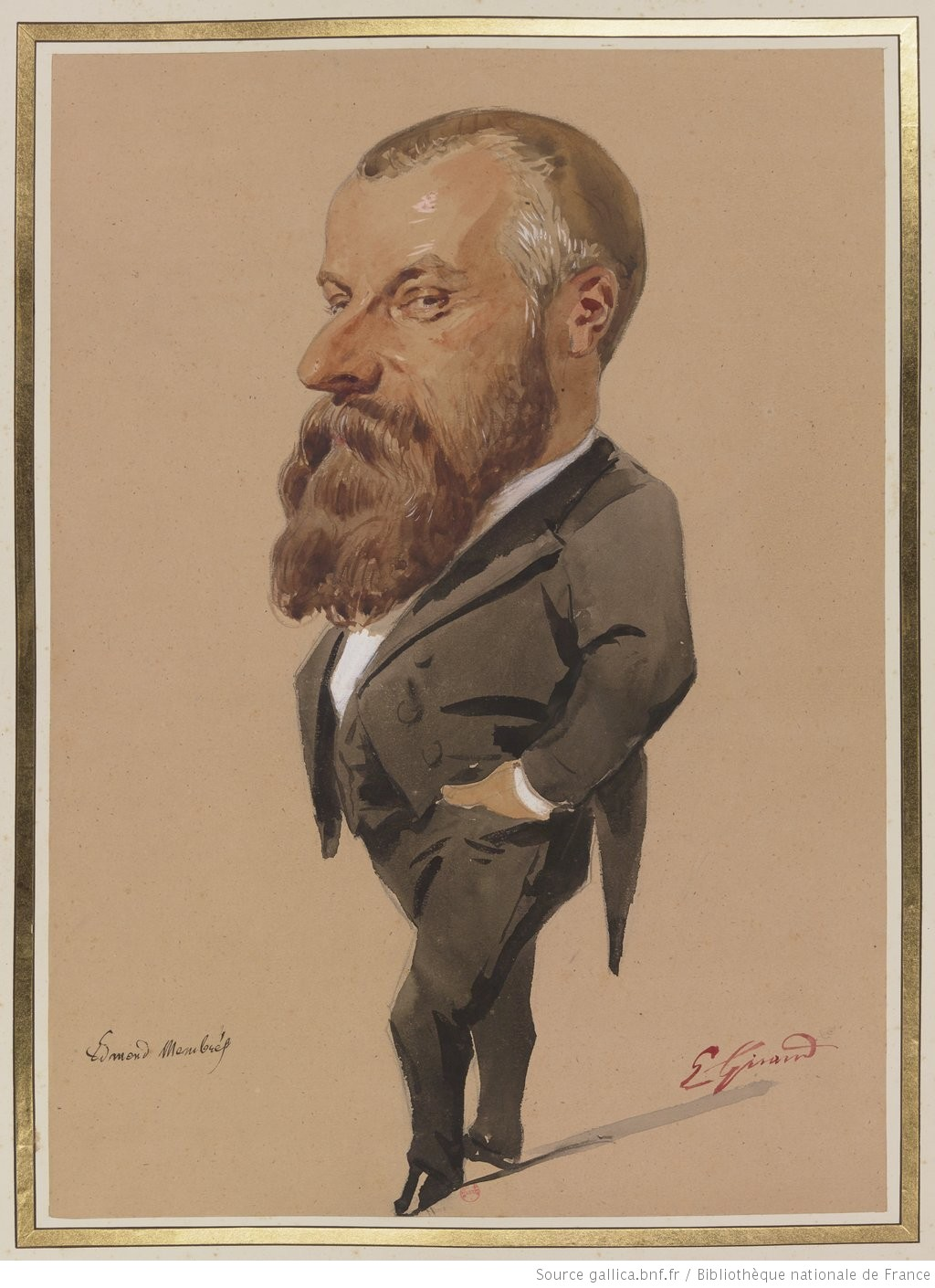
Caricature d'Edmond Membrée par Eugène Giraud.
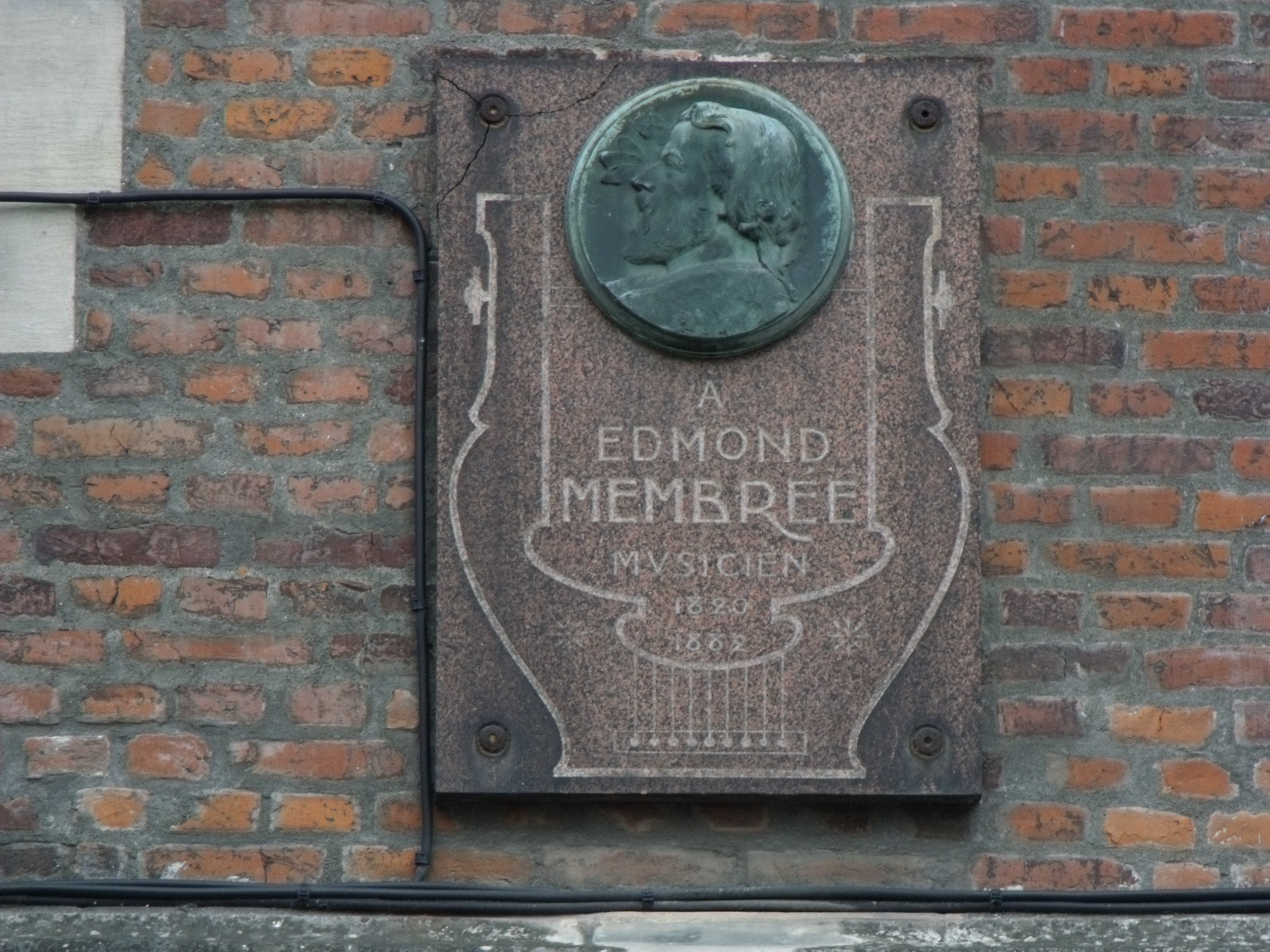
Plaque commémorative sur la maison du Prévôt à Valenciennes.

## Œuvres principales
- L'Ondine et le pêcheur, ballade vocale, paroles d'H. Delatouche, 1846
- Page, écuyer, capitaine, grande scène lyrique, paroles de Charles Scapre, 1849
- Polyphème et Galathée, cantate, 1851
- François Villon, opéra, livret d'Edmond Got et Édouard Foussier, créé le 20 avril 1857[9]
- Œdipe-roi, musique de scène pour la tragédie de Sophocle traduite par Jules Lacroix, première le 18 septembre 1858[10]
- Fingal, opéra, 1861[9]
- La Fille de l'orfèvre, opéra, livret de Foussier et Leroy, créé le 27 juillet 1863[9]
- L'Esclave, opéra, livret de Got et Foussier, créé le 15 juillet 1874[11]
- Les Parias, opéra, livret d'Hippolyte Lucas, créé le 13 novembre 1874[9]
- La Courte Échelle, opéra comique, livret de Charles de La Rounat, créé salle Favart le 10 mars 1879[9]

## Hommages
- Une plaque commémorative est apposée en 1912[12] sur la façade de la Maison du Prévôt à Valenciennes où il vécut enfant[13].
- Une rue de Valenciennes porte son nom d'état civil, Edmond Membré.